# Moses (warenhuis)
Moses is een Duitse warenhuisketen,van de Moses Gruppe, met de hoofdvestiging in Bad Neuenahr-Ahrweiler in de Duitse deelstaat Rijnland-Palts. De warenhuisketen ontstond in 2003 toen het ondernemerspaar Norbert en Martina Wittenberg het Kaufring-warenhuis in Bad-Neuenahr-Ahrweiler overnamen na het faillissement van Kaufring. In 2021 had de keten 5 filialen.
Na de overname van het Kaufring-filiaal opende het bedrijf een filiaal in Fürstenwalde en in 2010 in Strausberg. In 2013 werden twee filialen overgenomen van de failliete warenhuisketen Kaufhaus JOH in Gotha en Saalfeld. Het filiaal van Modehaus Leininger in Neuwied, dat sinds 2007 tot De Moses Gruppe behoord, werd in 2016 omgebouwd naar een Moses-filiaal. In december 2017 werd dit filiaal gesloten.
Eind september 2018 werd op een oppervlakte van 7.000m² een filiaal geopend in het voormalige Karstadt-gebouw in Bottrop. Na slechts vier maanden open te zijn geweest  ging het warenhuis failliet en moest de deuren sluiten. Moses wilde in het voorjaar van 2020 ook een filiaal openen in Neustadt an der Weinstrasse en had hiervoor een huurcontract afgesloten voor 6.000m² in het voormalige Hertie-gebouw. Als gevolg van de financiële problemen is het nooit tot een opening gekomen.